# Samhorodok, Kozeatîn
Samhorodok (în ucraineană Самгородок) este localitatea de reședință a comunei Samhorodok din raionul Kozeatîn, regiunea Vinnița, Ucraina.

## Demografie
Componența lingvistică a localității Samhorodok
     Ucraineană (98,61%)
     Rusă (1,15%)
     Alte limbi (0,05%)
Conform recensământului din 2001, majoritatea populației localității Samhorodok era vorbitoare de ucraineană (98,61%), existând în minoritate și vorbitori de rusă (1,15%).